# Arthur (2011)
Arthur is een  komedie geschreven door Peter Baynham en geregisseerd door Jason Winer. Het is een remake van de gelijknamige film uit 1981, die is geschreven en geregisseerd door Steve Gordon. De film gaat over een volwassen man die nog als kind verzorgd wordt en de kneepjes van het vak nog niet kent.

## Verhaal
Arthur is een verwend ventje dat altijd geld van zijn moeder krijgt en ook als volwassen vent nog een oppas (Helen Mirren) heeft die op hem moet letten. Hij wordt door zijn moeder uitgehuwelijkt aan een zakenvrouw (Jennifer Garner) die geobsedeerd is door geld. In de tussentijd wordt hij echter verliefd op Naomi (Greta Gerwig). Nu moet hij kiezen: of het geld, of de liefde delen met de vrouw van wie hij echt houdt. Hij kiest uiteindelijk voor Naomi en betert zijn leven.

## Rolverdeling
- Russell Brand als Arthur Bach
- Helen Mirren als Lillian Hobson – Arthurs oppas
- Jennifer Garner als Susan Johnson
- Greta Gerwig als Naomi Quinn
- Luis Guzman als Bitterman
- Nick Nolte als Burt Johnson
- Geraldine James als Vivienne Bach
- Evander Holyfield als zichzelf
- Jennie Eisenhower als Alexis
- Christina Calph als Tiffany
- John Hodgman als Dylan's Candy Bar
- Scott Adsit als Gummy Bear man
- Skai Jackson als meisje in bibliotheek

## Bekende verwijzingen
Een scène vindt plaats op Dylan's Candy Bar, een snoepwinkel in New York die is opgericht door Dylan Lauren, de dochter van Ralph Lauren. De Russell Brands-kleding in de film is geïnspireerd door Lapo Elkann.